# Persea pyrifolia
Persea pyrifolia är en lagerväxtart som beskrevs av Nees & Mart.. Persea pyrifolia ingår i släktet avokador, och familjen lagerväxter. Inga underarter finns listade i Catalogue of Life.